# Fionnuala Sherry

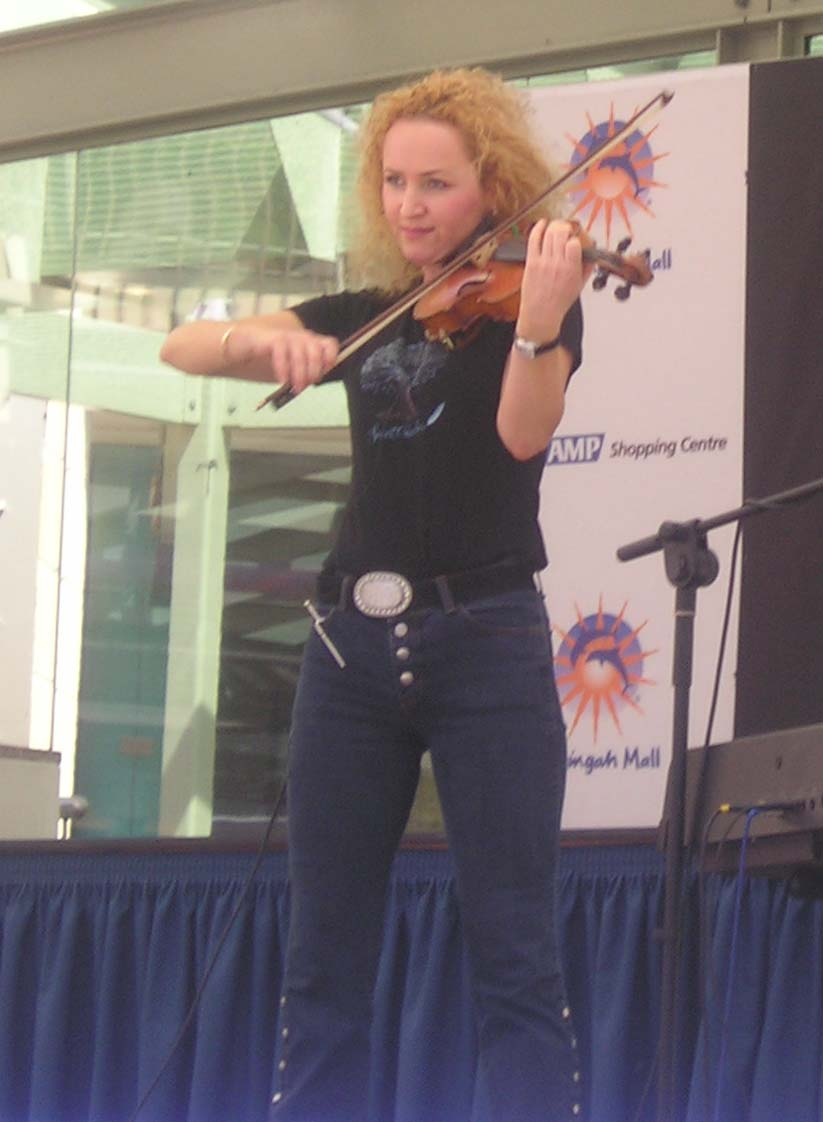
Fionnuala Sherry (2008)

Fionnuala Sherry [fɪˈnuːɘlɘ ˈʃɛɹi] (* 20. September 1962) ist eine irische Geigerin und Sängerin. Sie ist die weibliche Hälfte des New-Instrumental-Duos Secret Garden, das den Eurovision Song Contest 1995 mit dem überwiegend instrumentalen Stück Nocturne gewann.

## Leben und Wirken
Sherry begann im Alter von acht Jahren mit dem Spielen der Violine. Sie schloss ihr Studium am College of Music am Trinity College in Dublin ab, nachdem sie im Alter von fünfzehn Jahren nach Dublin gezogen war, um ihre musikalische Ausbildung fortzusetzen. Ihre berufliche Laufbahn begann mit einer zehnjährigen Tätigkeit als Mitglied des RTÉ Concert Orchestra.
Sherry hat mit einer Vielzahl von Musikern zusammengearbeitet, darunter The Chieftains, Sinéad O’Connor, Van Morrison, Chris de Burgh, Bono und Wet Wet Wet. Sie hat auch mehrere Hollywood-Filmmusiken mit dem Irish Film Orchestra aufgenommen, darunter Zimmer mit Aussicht und Die Maske.
Ihr bevorzugtes Instrument, sowohl für Live- als auch für Studioarbeiten, ist eine englische John-Edward-Betts-Geige von 1790 mit einem Bogen der Firma W.E. Hill & Sons.
Sherry entwickelte eine musikalische Kinderfernsehshow im irischen nationalen Fernsehen und präsentiert diese selbst. 2010 heiratete sie den Geschäftsmann Bernard Doyle. Im gleichen Jahr veröffentlichte sie das Soloalbum Songs from Before in Irland. Das Album wurde im Frühjahr 2011 in den USA und Kanada von Hearts of Space Records veröffentlicht.
Im Februar 2015 brach sie sich bei einem Spaziergang in Dublin beide Arme, konnte aber sechs Monate später bereits wieder auftreten.